# Organisation internationale de droit du développement
L'Organisation Internationale de Droit du Développement (OIDD), en anglais International Development Law Organization (IDLO), est une organisation intergouvernementale fondée en 1983 qui se consacre à la promotion de l’État de Droit dans le monde.

## Histoire
L'Institut International de Droit du Développement (IIDD) est fondé en 1983 à Rome comme organisation non gouvernementale par trois juristes d'agences de coopération bilatérale basées en Egypte: L. Michael Hager, William T. Loris et Gilles Blanchi et par un Conseil présidé par Dr Ibrahim Shihata (Directeur juridique de la Banque mondiale entre 1983 et 1998). Parmi les membres fondateurs, le Conseil incluait notamment René David (1983 à 1988) et Dr Willibald P. Pahr (1983 à 1997). Après la chute du Mur de Berlin, l'Institut accroît ses programmes de formation et d'assistance en réformes juridiques et judiciaires dans les pays en développement et en transition,. Ayant signé son accord de siège en 1988, l'organisation tient sa première assemblée des Etats membres en 1990 et se transforme d'ONG en Organisation internationale intergouvernementale en 1991 (avec le représentant de la France comme président de l'assemblée des Etats-membres). À partir de 1995, la formation et l'assistance s'accroissent également en rapport au développement durable, à la société civile, à des situations post-conflictuelles (comme au Cambodge, Rwanda, ex-Yougoslavie),. En 2001 l'Institut acquiert le statut de membre observateur permanent à l'Organisation des Nations unies et en 2002 sa dénomination devient Organisation Internationale de Droit du Développement . En 2014, elle ouvre des bureaux à La Haye,.

## États membres
L'organisation est composée des signataires de l'accord de fondation de l'OIDD. Les trente-quatre États membres sont :
- Afghanistan
- Australie
- Autriche
- Bulgarie
- Burkina Faso
- Chine
- Équateur
- Égypte
- El Salvador
- France
- Honduras
- Italie
- Jordanie
- Kenya
- Koweït
- Le Mali
- Mongolie
- Monténégro
- Mozambique
- Pays-Bas
- Norvège
- Fonds de l'OPEP pour le développement international
- Pakistan
- Paraguay
- Pérou
- Philippines
- Roumanie
- Sénégal
- Soudan
- Suède
- Tunisie
- Turquie
- États-Unis
- Vietnam